# Liste des abbés de Floreffe
Cette Liste des abbés de Floreffe reprend les noms des supérieurs ecclésiastiques de l’ancienne abbaye de Floreffe, dans la province de Namur, en Belgique. Deuxième fondation (en 1121) de l’ordre des Chanoines Prémontrés  (par Norbert de Xanten, lui-même) l’abbaye se développa plus rapidement que la première (Prémontré) et occupa une place primordiale dans l‘Ordre religieux. Elle fut supprimée en 1796 et les chanoines expulsés en 1797.  

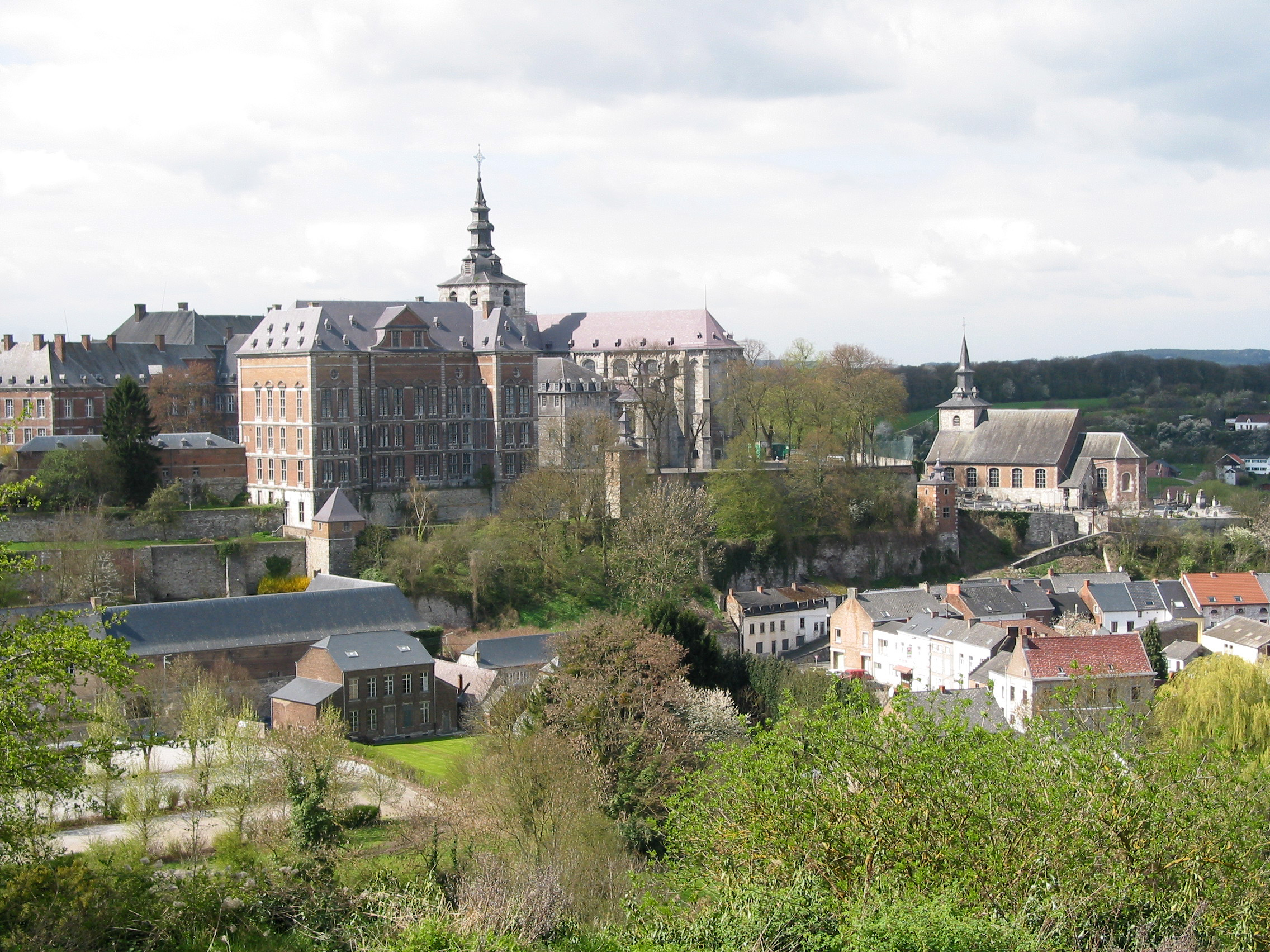
Vue générale de l'abbaye de Floreffe

## Liste des abbés de Floreffe
- 1122-1131 : Richard
- 1132-1134 (date incertaine): Amalric
- 1134-1173 : Gerland
- 1173-1194: Herman
- 1194-1202: Jean I d’Auvelais
- 1202 (ou 1203-1212: Wéric
- 1213-1216 :Hélin (mort à Chypre)
- 1216(?)-1220 : Nicolas
- 1220-1239 : Jean II (de Huy) (démission)
- 1239-1242(?) : Jean II de la Chapelle
- 1242-1250 : Domitien de Huy (démission)
- 1250(?)-1254 : Pierre I de la Chapelle
- 1254-1268 :Thierri I (démission)
- 1268-1280 : Wauthier I d’Obaix
- 1280(?)-1289 :Wauthier II de Leez
- 1289-292 : Jean IV de Louvain (démission)
- 1292-1295 : Gilles de Niel
- 1295-1306 : Hugues I de Refayt (démission)
- 1306-1310 : Nicolas II de Gestal (déposé)
- 1306-1314 : Pierre II de Solre
- 1315 : Gilles II de Romeghe
- 1315-1317 : Robert de Turnhout (démission)
- 1317-1322 : Wéric II (déposé)
- 1322-1323 (deuxième fois) : Robert de Turnhout (démission)
- 1323-1334 : Godefroid I de Rhisnes
- 1334-1336 : Hugues II de la Houssière
- 1336-1342 : Gillain de Namur (démission)
- 1342-1361 : Thierri II de Warnant
- 1361-1379 : Jean V de Perwez
- 1379-1390 :Pierre III de Blehen
- 1390-1396 : Alard de Brogne
- 1396-1399 : Gilles III de Herentals
- 1399-1412 : Jean VI d’Hingeon
- 1412-1434 : Nicolas III de Blehen (démission)
- 1434-1444 : Baudouin de Forvie (démission)
- 1444-1465 : Luc d’Eyck
- 1465-1492 : Gérard d’Eyck
- 1492-1508 : Jean VII Sampeyn
- 1508-1516 : Gille IV Henin (démission)
- 1516-1548 : Godefroid II Roberti
- 1548-1552 : Jean VIII Le Doyen
- 1552-1578 : Guillaume I Dupaix
- 1578-1592 : Gilles V d’Aischelet
- 1592-1607 :Henri d’Eersel
- 1607-1639 : Jean IX Roberti
- 1641-1662 :Charles I de Severi
- 1662-1676 : Guillaume II de Jallet
- 1677-1686 :Christophe de Heest
- 1686-1700 :Ignace de Heest
- 1701-1718 : Bernardin de la Perle
- 1719-1734 : Louis I van Werdt
- 1734-1737 : Bernard Burlet
- 1737-1756: Charles II Dartevelle
- 1756-1764: Clément Feraille
- 1764-1791 : Jean-Baptiste Dufresne
- 1791- (1796) : Louis II de Fromentau (mort en 1818)

En 1796 : Suppression de l’abbaye, expulsion des 59 religieux (4 février 1797) et mise en vente de l’abbaye (avril 1797)

## Source
- Jean-François Pacco (ed), Floreffe: Neuf siècles d'histoire, Namur, Éditions namuroises, 2021, 368 p..